# Kukuljanovo
Kukuljanovo är en ort i Kroatien.   Den ligger i länet Gorski kotar, i den centrala delen av landet, 120 km väster om huvudstaden Zagreb. Kukuljanovo ligger 266 meter över havet och antalet invånare är 815.
Terrängen runt Kukuljanovo är varierad. Havet är nära Kukuljanovo åt sydväst. Runt Kukuljanovo är det ganska tätbefolkat, med 56 invånare per kvadratkilometer. Närmaste större samhälle är Rijeka, 10,4 km väster om Kukuljanovo. 